# Якутская (порода коров)
Якутская корова (якут. ынах) — порода аборигенного крупного рогатого скота на территории Республики Саха. Отличается малым ростом и весом.

## Характеристика породы
Мясные и откормочные качества якутского скота — на уровне лучших национальных пород калмыцкая и казахская белоголовая. Мясо якутского скота известно своей натуральной мраморностью. Лучшие коровы стада имеют удой 2100—2350 кг при 6,1-7,3 % (до 11 %) жирности. Вымя маленькое и крепкое; вымя и соски покрыты густой шерстью, защищающей их от мороза и мошек. Волосяной покров густой, с большим количеством остевых волос, которые помогают противостоять холодному климату. Якутские коровы отличаются долгой продуктивной жизнью.
Якутский скот отличается небольшими размерами, коровы — 110—112 см в холке и достигают массы тела 350—400 кг, быки достигают высоты 115—127 см и веса 500—600 кг. Телосложение крепкое, характерное для животных двойного назначения, короткие сильные ноги. Окрас варьирует от черного или красного до леопардового с белыми отметинами на голове и нижней части ствола; спина у большинства животных белая.
Поскольку местный якутский скот проявляет устойчивость к туберкулезу, лейкозу, бруцеллезу, а также к холодному северному климату и плохому кормлению, местных быков следует использовать для обратного скрещивания в помесных стадах, чтобы увеличить поголовье чистокровного якутского скота. Целесообразно использовать якутских быков для скрещивания с холмогорской и симментальской породами для получения животных с хорошими адаптивными способностями.
Порода являлась основой якутской культуры мясо-молочного животноводства в суровых условиях Крайнего Севера. С 1929 года в целях повышения продуктивности началась массовая ассимиляция породы завозными холмогорской и симментальской породой. В настоящее время чистопородное стадо сохранилось лишь в Эвено-Бытантайском улусе, в отдельных крестьянских, коллективных хозяйствах и в питомнике НИИСХ г. Новосибирска.
Животные породы якутской коровы характеризуются исключительно высокой выживаемостью. В частности, описан уникальный случай выживания нескольких особей в течение трех месяцев в таежном лесу в глубоком снегу и температуре до −40 °C..
В Якутии скот этой породы выгоняется на водопой из проруби даже при температуре −50 °С и не было случая обморожения вымени. При раздое коровы дают до 2236 литров молока в год, средняя жирность около 5,6 % (у отдельных экземпляров доходит до 11 %). Для сравнения — средняя жирность молока холмогорских коров — лишь 3,7 %.

## Современное состояние

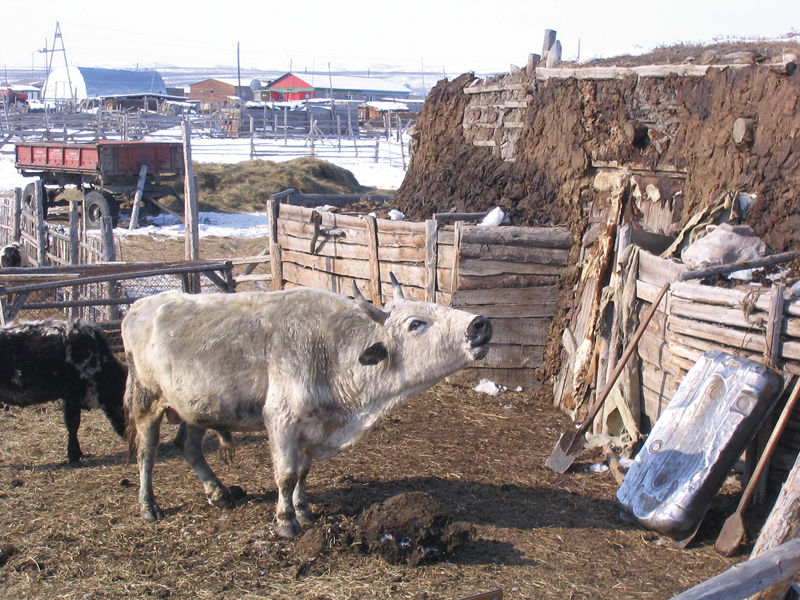
Якутский бык нервничает из-за приезда двух новых быков.

Сегодня общее поголовье насчитывает не больше 2,5 тыс. голов. Более 2 тысяч находятся в Эвено-Бытантайском улусе (Арктическая зона Якутии). Также около 2 тыс. голов скота якутской породы, отчасти смешанной с другими породами в одичавшей форме — Chirikoff island feral cattle, — сохранилось на оставленном людьми острове Чирикова Алеутской гряды, принадлежащем США. Установлено, что якутский скот был завезён на острова Чирикова и Вознесения Русско-Американской компанией в XVIII в. для обеспечения русско-якутских колонистов молоком и творогом. В XX в. на остров Чирикова был завезен крупный рогатый скот пород шортгорн, ангус и др. из материковой части США. Однако план по созданию здесь крупного животноводческого центра потерпел неудачу, отчасти из-за неверной оценки влияния климата острова на продуктивность крупного рогатого скота, впоследствии люди покинули остров.
Генетические исследования, проведённые уже в XXI в., показали, что данный скот является композитом породы Hereford, завезённой в Северную Америку с Британских островов, и якутского скота. В то же время отмечается, что генетическая диверсификация внутри поголовья, разделённого на 12 групп, все ещё велика и полное смешение далеко от завершения. Над Chirikoff island cattle нависла угроза вымирания, связанная с эрозией почв и низкой продуктивностью субарктических лугов острова. Штат Аляска разрабатывает программу перемещения этого поголовья в другие места, однако из-за опасений предполагаемой низкой резистентности этого скота к инфекционным заболеваниям, связанной с длительным периодом полной изоляции, а также дороговизны, программа была возвращена на доработку.